# Sonate K. 255
La sonate K. 255 (F.203/L.439) en ut majeur est une œuvre pour clavier du compositeur italien Domenico Scarlatti.

## Présentation
La sonate K. 255 en ut majeur est notée Allegro. Le sens exact des mots « Oytabado » et « Tortorilla » figurant dans la partition à deux endroits de la première section est resté longtemps inconnu ou assimilé aux noms de jeux d'orgue portugais.

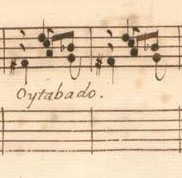
La mention « Oytabado » sur la partition de la sonate
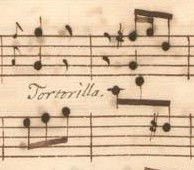
La mention « Tortorilla » sur la partition

C'est Luigi Ferdinando Tagliavini qui a révélé le sens beaucoup plus simple des deux mots : une danse populaire portugaise du XVIIIe siècle (exactement oitavado) et le cri de la tourterelle,. L'Oytabado est également présente dans la sonate K. 249.

## Manuscrits
Le manuscrit principal est le numéro 20 du volume IV (Ms. 9775) de Venise (1753), copié pour Maria Barbara ; l'autre est Parme VI 10 (Ms. A. G. 31411).

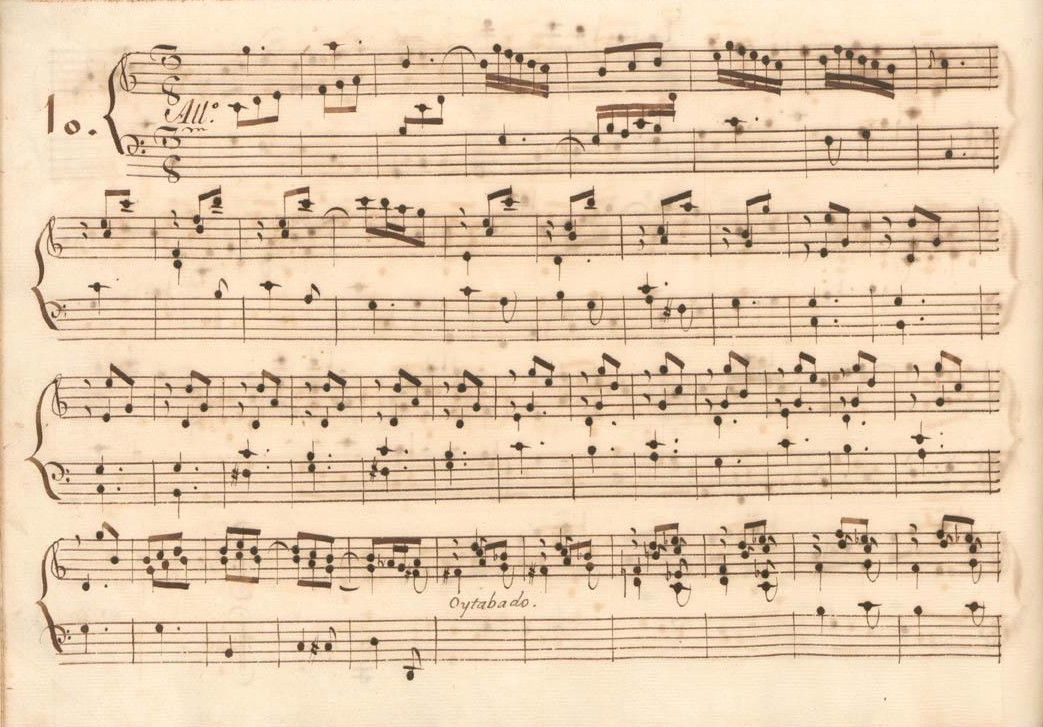
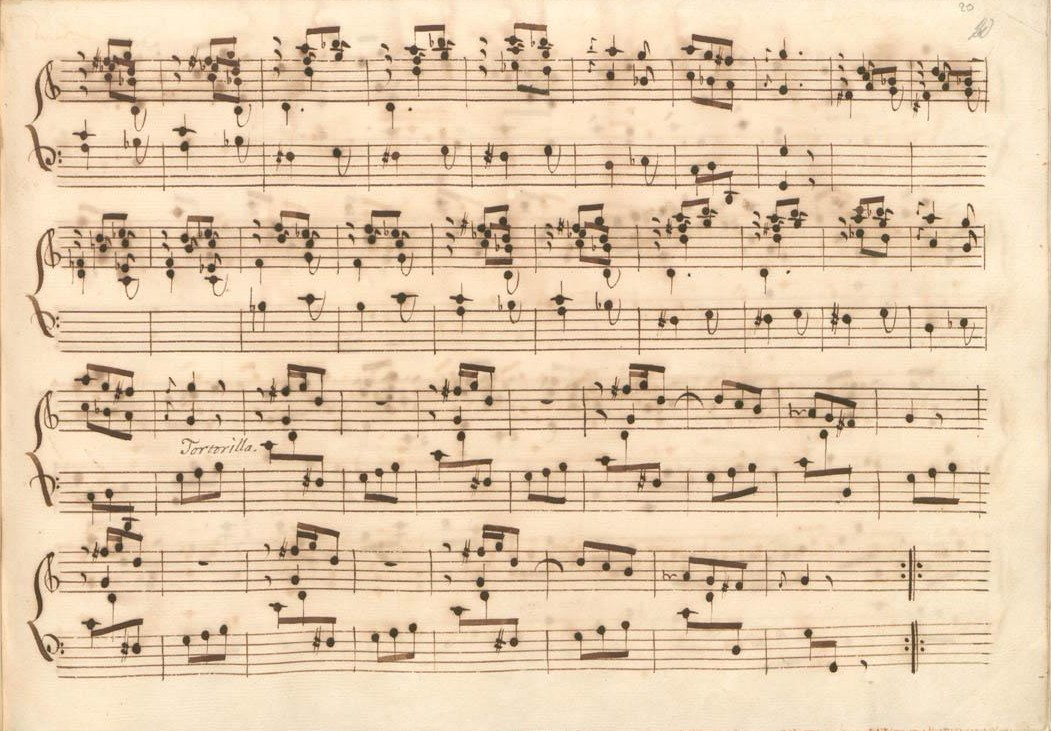
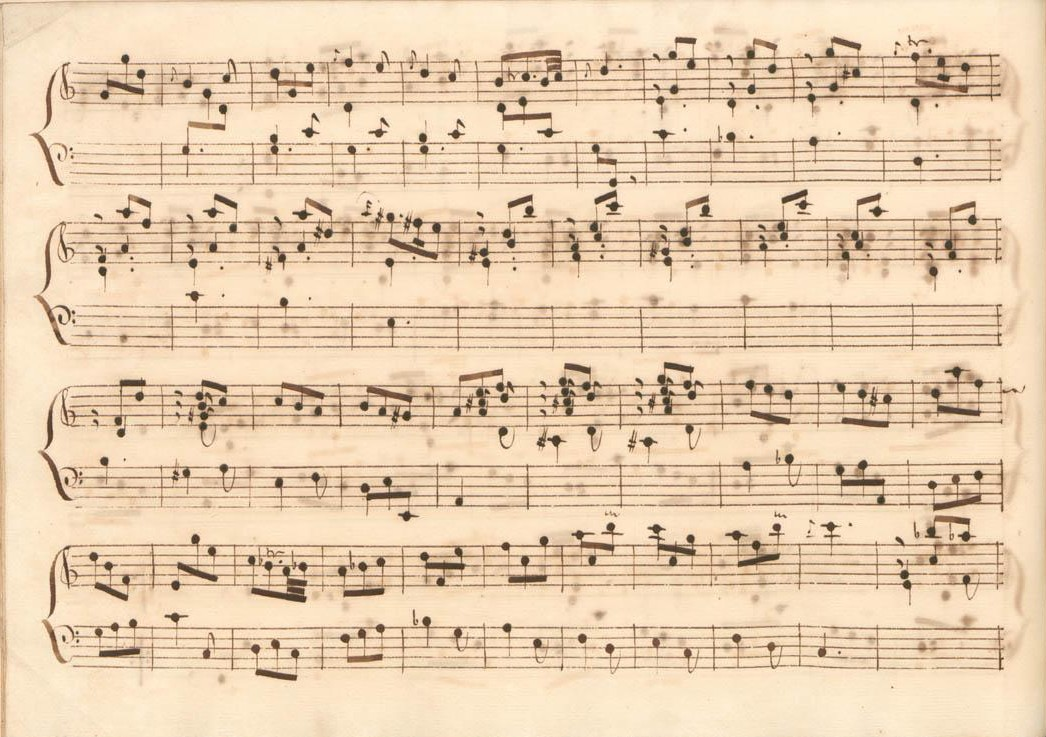
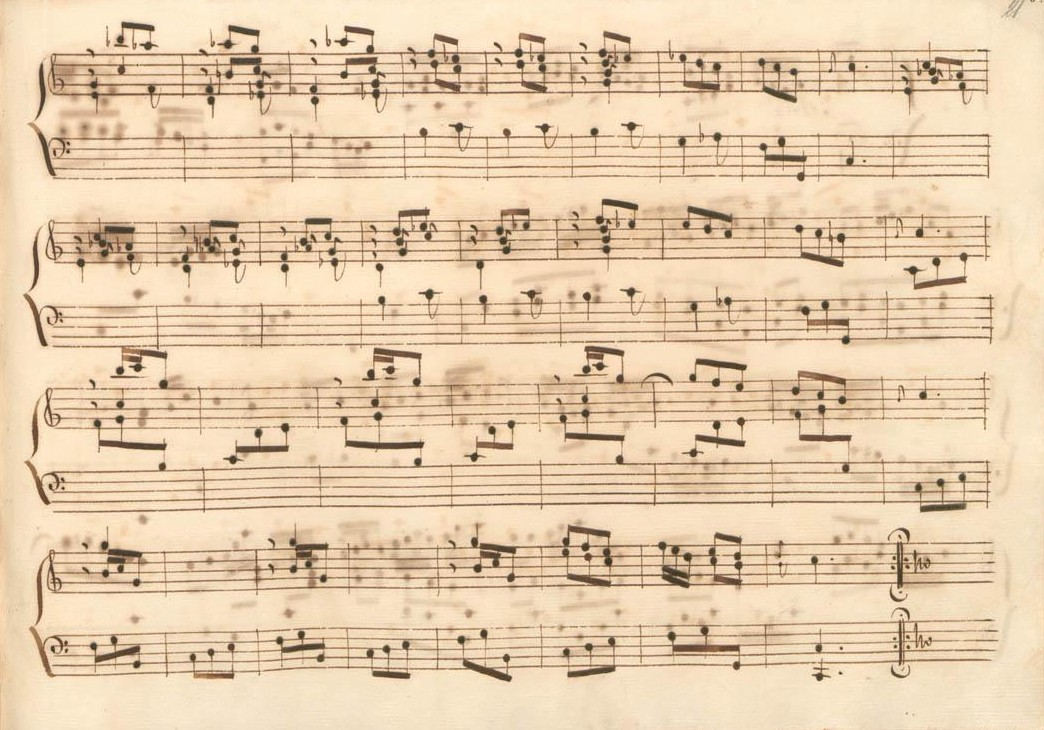

## Interprètes
La sonate K. 255 est défendue au piano notamment par Carlo Grante (2012, Music & Arts, vol. 3) ; au clavecin par Scott Ross (1985, Erato), Richard Lester (2002, Nimbus, vol. 2) et Pieter-Jan Belder (Brilliant Classics, vol. 6). Teodoro Anzellotti l'interprète à l'accordéon (2001, Winter & Winter) et William Porter l'interprète à l'orgue (2005, Loft Records).

## Sources
: document utilisé comme source pour la rédaction de cet article.
- Ralph Kirkpatrick (trad. de l'anglais par Dennis Collins), Domenico Scarlatti, Paris, Lattès, coll. « Musique et Musiciens », 1982 (1re éd. 1953 (en)), 493 p. (ISBN 978-2-7096-0118-4, OCLC 954954205, BNF 34689181).
- Alain de Chambure, « Domenico Scarlatti : Intégrale des sonates — Scott Ross », Erato (2564-62092-2), 1985 (OCLC 891183737) .
- (en) W. Dean Sutcliffe, The Keyboard Sonatas of Domenico Scarlatti and Eighteenth-Century Musical Style, Cambridge / New York, Cambridge University Press, 2008, xi-400 (ISBN 978-0-521-07122-2, OCLC 1005658462, BNF 42017486).